# Audea guichardi
Audea guichardi är en fjärilsart som beskrevs av Edward P. Wiltshire 1982. Audea guichardi ingår i släktet Audea och familjen nattflyn. Inga underarter finns listade i Catalogue of Life.